# 乃
乃（だい）は、漢姓の一つ。

## 中国の姓
2020年の中華人民共和国の統計では人数順の上位100姓に入っておらず、台湾の2018年の統計では449番目に多い姓で、191人がいる。

## 朝鮮の姓
乃（だい、ネ、朝: 내）は、朝鮮人の姓の一つである。

### 氏族
本貫は開城が大多数で、高麗太祖の子孫と伝わる。 
| 氏族（地域） | 創始者 | 人数（2015年） |
| ------------ | ------ | -------------- |
| 開城乃氏     |        | 293            |
| 松都乃氏     |        | 20             |
| 延安乃氏     |        | 35             |

### 人口と割合
1930年国勢調査当時には全国に41世帯のうち16世帯が坡州を中心に京畿道に分布していた。
| 年度   | 人口  | 世帯数 | 順位         | 割合 |
| ------ | ----- | ------ | ------------ | ---- |
| 1930年 |       | 41世帯 |              |      |
| 1960年 | 125人 |        | 258姓中186位 |      |
| 1975年 |       |        |              |      |
| 1985年 |       |        | 274姓中194位 |      |
| 2000年 |       |        |              |      |
| 2015年 | 352人 |        |              |      |